# Bolbodimyia brunneipennis

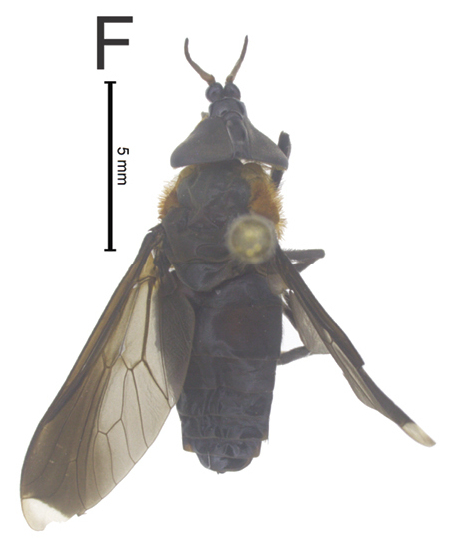
Bolbodimyia brunneipennis

Bolbodimyia brunneipennis är en tvåvingeart som beskrevs av Stone 1954. Bolbodimyia brunneipennis ingår i släktet Bolbodimyia och familjen bromsar. Inga underarter finns listade i Catalogue of Life.